# Zone 3 (Afar)
Pour les articles homonymes, voir Zone 3.
La Zone administrative 3 est l'une des cinq zones administrative de la région Afar en Éthiopie. Aucune des zones de l'Afar ne porte de nom. Cette zone est entourée de la région Oromia au sud, de la région Amhara au sud-ouest, la woreda spéciale Argobba à l'ouest et la rivière Awash qui la sépare de la zone administrative 5, la  zone administrative 1 au nord et région Somali au sud.
Parmi les principales villes de la zone 3, on peut citer Awash et Gewane. La zone est par ailleurs composée de 5 woredas :
- Amibara
- Awash Fentale
- Bure Mudaytu
- Dulecha
- Gewane

Selon les chiffres de l'Agence Centrale des Statistiques éthiopienne (CSA), en 2005, cette zone comprenait une population totale estimée à 194 635 personnes, dont 106 531 hommes et 88 104 femmes. 27,8 % de la population est urbaine.
La rivière Awash inonde périodiquement cette zone durant la saison des pluies de juin à septembre. En 1996, la rivière a inondé une partie des woredas Bure Mudaytu et Gewane, mais une équipe du programme des Nations unies pour le développement (PNUD) expédiée sur place pour examiner le secteur n'a pas trouvé de dommages significatifs. La rivière a une nouvelle fois débordée le 16 août 2006, entraînant le déplacement de 15 000 personnes et endommageant 400 hectares  de champs de coton, maïs, oignons et sésame.